# Elatostema perlongifolium
Elatostema perlongifolium es una especie de planta del género Elatostema, perteneciente a la familia Urticaceae.

## Taxonomía
Elatostema perlongifolium fue descrita por Adolph Daniel Edward Elmer en 1934.

## Distribución
Se encuentra en el territorio de Filipinas.